# Ricky Martin (1991)
Ricky Martin è l'album di debutto da solista dell'ex Menudo Ricky Martin pubblicato nel 1991.

## Tracce
1. Fuego Contra Fuego – 4:15
2. Dime Que Me Quieres – 3:16
3. Vuelo – 3:51
4. Conmigo Nadie Puede (Comigo Ninguém Pode) – 3:18
5. Te Voy a Conquistar (Vou Te Conquistar) – 4:15
6. Juego de Ajedrez – 2:43
7. Corazón Entre Nubes (Coração Nas Nuvens) – 3:39
8. Ser Feliz – 4:38
9. El Amor de mi Vida – 4:57
10. Susana – 4:54
11. Popotitos – 3:18

## Classifiche
| Paese               | Posizione più alta |
| ------------------- | ------------------ |
| US Latin Pop Albums | 5                  |